# Rosslyn Chapel
Rosslyn Chapel, ook wel de Collegiate Chapel of Saint Matthew genoemd, is een vijftiende-eeuwse stift, gelegen in Roslin, zo'n tien kilometer ten zuiden van Edinburgh in de Schotse regio Midlothian. De reformatie in 1560 maakte een einde aan het religieuze gebruik van de kapel. Sinds de tweede helft van de achttiende eeuw vinden er zondagse kerkdiensten van de Scottish Episcopal Church plaats.

## Geschiedenis

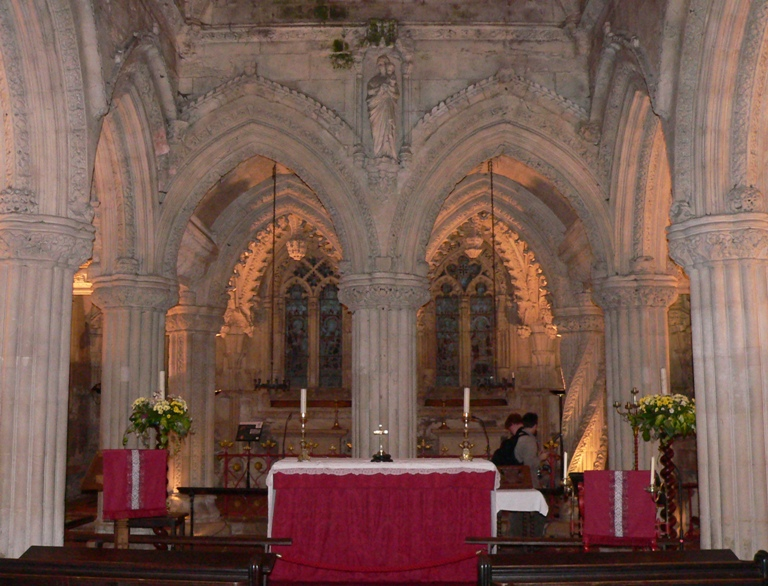
Oostelijke zijde van het koor met het altaar.

De bouw van Rosslyn Chapel werd begonnen in 1446 door Sir William St Clair (ook wel Sinclair genoemd), baron van Rosslyn en prins van Orkney. De kapel was gewijd aan de apostel Matteus. Het stift voorzag in toelagen voor een proost, zes kanunniken en twee zangers. William overleed in 1484 en werd bijgezet in de onvoltooide kapel. Zijn zoon Oliver volgde hem op als baron van Rosslyn. Oliver zette de bouw niet voort; hij voorzag enkel het reeds gebouwde koor van een dak. In 1571 kon het stift de proost en kanunniken niet meer onderhouden, omdat de opbrengsten hem werden ontnomen door de aanhangers van de reformatie. De baron uit deze tijd, Oliver St Clair, bleef rooms-katholiek en kreeg meerdere malen de opdracht om de altaren uit de kapel te verwijderen. Eind augustus 1592 waren de altaren verwijderd; de kapel werd niet meer gebruikt voor religieuze vieringen en verviel.
Tijdens de burgeroorlog in 1650 vielen de troepen van Oliver Cromwell onder leiding van George Monck het nabijgelegen Roslin Castle aan; zij gebruikten Rosslyn Chapel als paardenstal. Op 11 december 1688, vlak nadat de protestantse Willem III van Oranje Engeland was binnengevallen en de katholieke Jacobus II van Engeland had afgezet, trok een (protestantse) volksmenigte van Edinburgh naar Rosslyn Chapel om alle rooms-katholieke meubels en versieringen te vernietigen. De kapel werd hierdoor beschadigd. De kapel bleef vervolgens weer verlaten tot 1736, toen James St Clair glasramen aanbracht en het dak en de vloer herstelde. Verdere restauratiewerkzaamheden werden uitgevoerd aan het begin van de negentiende eeuw. In 1861 stond James Alexander, derde graaf van Rosslyn, toe dat de zondagse diensten werden hervat in de kapel. Op 22 april 1862 werd de kapel opnieuw ingewijd door de bisschop van Edinburgh.
De kapel werd in de jaren erna verder hersteld. In 1954 werd geadviseerd de kapel schoon te maken met een ammonia-oplossing. Vervolgens werd een mengsel dat onder andere magnesiumfluoride bevatte, gebruikt om gaten in de ornamenten te dichten. De stenen van de kapel waren echter te vochtig van binnen en hadden door deze behandeling een waterafsluitende laag gekregen; dit leidde tot condensatie. In 1995 werd geconstateerd dat de luchtvochtigheid in de kapel te hoog was en dat er stappen moesten worden ondernomen om de stenen te conserveren. De waterafsluitende laag moest zo goed mogelijk worden verwijderd om vervolgens de stenen te laten drogen. In maart 1997 werd een stalen, vrijstaande constructie over de kapel heen gebouwd. Hierdoor konden de stenen van het dak naar buiten toe drogen, daarmee schade aan de ornamenten aan de binnenzijde van de kapel voorkomend. Het restauratiewerk vond plaats onder leiding van architect James Simpson.

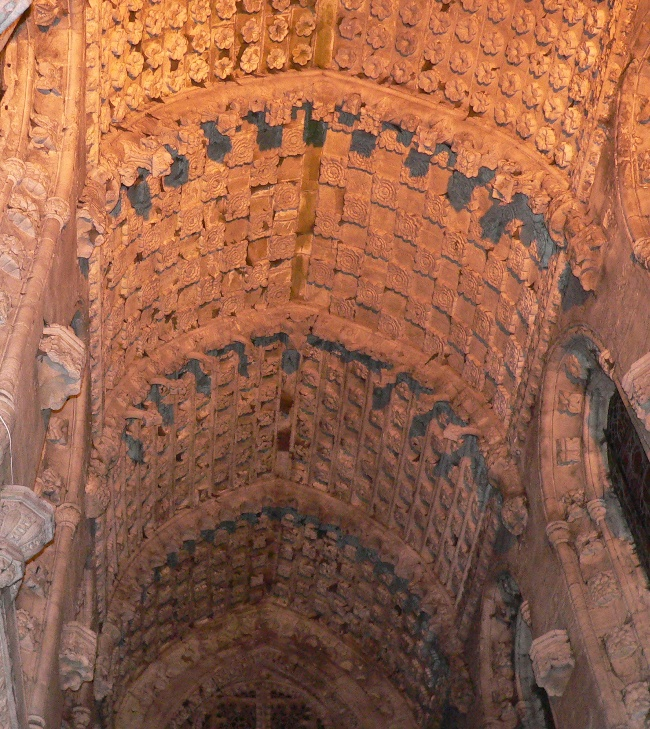
Het plafond.

## Bouw
Rosslyn Chapel was bedoeld als een kruisvormige kapel met een centrale toren. Opgravingen in de negentiende eeuw wezen uit dat de fundamenten van het schip nog 27,7 meter doorliepen vanaf de westelijke ingang, onder de latere doopkapel en het kerkhof door. De kapel is oost-west georiënteerd. Door de westelijke deur komt men eerst de doopkapel in. Naar het oosten toe ligt het koor met een noord- en zuidbeuk, elk met een eigen ingang. Aan het oosteinde van het koor staat het altaar; erachter ligt de kapel van Onze Lieve Vrouw. De kapel is in de zuidoostelijke hoek verbonden met de ernaast liggende sacristie.

### Koor
Het interieur van Rosslyn Chapel is rijkelijk voorzien van stenen decoraties, veel ervan beelden Bijbelse taferelen uit. Het tongewelf van het koor is verdeeld in vijf compartimenten, die respectievelijk versierd zijn met madeliefjes, lelies, bloemen, rozen en sterren. Op de tweede rib vanuit het oosten bevindt zich een uitstekende steen met daarop het wapen van de familie Sinclair. Het koor is 14,6 meter lang, 5,5 meter breed en 13,4 meter hoog. Het koor heeft dertien pilaren die samen een arcade van twaalf bogen vormen: vijf bogen aan elke kant en twee achter het altaar. Over de bogen heen loopt een continue balk met decoraties. Aan elke kant van het koor bevinden zich vijf ramen; boven het altaar bevindt zich een groot raam.
In de noordelijke beuk staat in de noordwestelijke hoek de tombe van George, de vierde graaf van Caithness. Ten oosten van deze tombe ligt de vermoedelijke grafsteen van William St Clair, die in 1330 stierf in Spanje toen hij tegen de Moren vocht. Op de grafsteen staat een zwaard afgebeeld. Het centrale motief is een kruis, bestaande uit een cirkel met bloemen die een kelk of graal vormt, staande op een lange steel. Dit symbool wordt vaak geassocieerd met de Orde van de tempeliers.

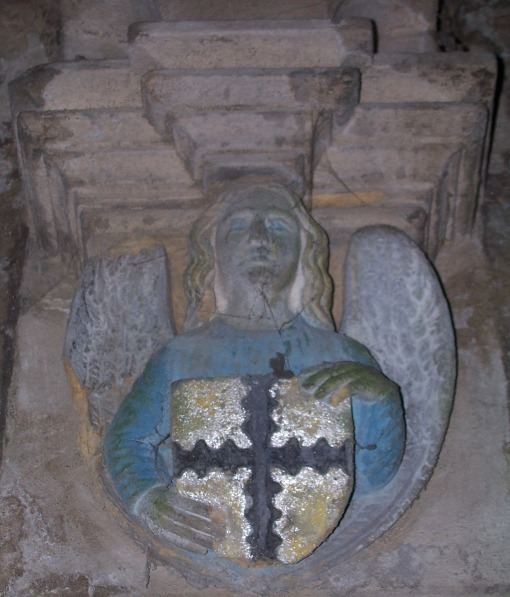
Engel met het wapen van de familie St Clair

Op de vloer voor het altaar is een figuur van een bewapende ridder te onderscheiden. De figuur heeft zijn handen omhoog gericht als gevouwen in gebed. Aan beide zijden van het hoofd bevindt zich een schild met een leeuw en aan zijn voeten is een greyhound afgebeeld. Er wordt beweerd dat dit het graf is van William St Clair, de stichter, maar het is waarschijnlijker gezien de afgebeelde heraldische symbolen dat het Alexander Sutherland of Dunbeath betreft, de vader van de tweede vrouw van de stichter. Het zou ook zo kunnen zijn dat dit het graf is van de hierboven genoemde Sir William St Clair, die in 1330 in Spanje stierf toen hij deel uitmaakte van het gezelschap dat onder leiding van James Douglas, Lord of Douglas het hart van Robert the Bruce naar het Heilige Land wilde brengen. Als dit zo is, zijn de afbeeldingen die van zijn twee honden Help en Hold in plaats van leeuwen en is de greyhound eigenlijk een hert. Er wordt verhaald dat hij tijdens een koninklijke jacht met Robert the Bruce ooit eens zijn hoofd heeft verwed dat zijn twee honden het witte hert, dat zelfs de jachthonden van de koning niet te pakken kregen, konden vangen.
Een van de raamkozijnen in de zuidelijke beuk is versierd met figuren die volgens sommigen sterk lijken op maïs. Als dit maïs zou moeten voorstellen, is de vraag hoe men deze plant kende toen de kapel gebouwd werd. Maïs was een Amerikaanse plant en Amerika werd volgens de huidige inzichten pas op het eind van de vijftiende eeuw door de westerse samenleving ontdekt. Er bestaat een verhaal, dat Henry St Clair, Eerste Prins van Orkney, al in Amerika was geweest, lang voordat Christoffel Columbus het ontdekte. Dit verhaal wordt verteld in het Zeno Narrative, dat in 1558 anoniem in Venetië werd gepubliceerd. Het verhaalt hoe een zeevaarder genaamd Nicolo Zeno strandt in 1380 op het eiland Frislanda en wordt gered door de prins Zichmni, een grote heer van de eilanden Porlanda. Zijn broer Antonio voegt zich bij hen. Uiteindelijk maken Antonio en Zichmni een grote reis naar de onbekende landen van Estotilanda en Drogeo in het verre westen. Ze komen niet verder dan Groenland, Engrouelanda. John Reinhold Forster was in 1784 de eerste om te beweren, dat deze Zichmni een verbastering was van de naam St Clair en dat het hier wellicht Henry St Clair betrof. Estotilanda zou volgens hem Amerika zijn en Henry St Clair zou in tegenstelling tot wat in het Zeno Narrative wordt verteld, daar zijn aangekomen.
In de zuidelijke beuk is op een architraaf de tekst te vinden uit 1 Esdras (3:10-12 - Latijnse vertaling), een van de apocriefe boeken, namelijk: Forte est vinu. Fortior est rex. Fortiores sunt mulieres: sup[er] om[nia] vincit veritas. (Wijn is sterk. De koning is sterker. Vrouwen zijn nog sterker: de waarheid overwint alle.) Op een andere architraaf zijn de zeven werken van barmhartigheid afgebeeld met op het eind Sint-Petrus bij de poort van de hemel. Op de andere kant van dezelfde architraaf zijn de zeven hoofdzonden met op het eind de duivel, die uit de mond van een monster komt, afgebeeld. De steen met aan de ene zijde Liefdadigheid en aan de andere zijde Hebzucht is omgekeerd op zijn plaats gezet. Hierdoor komen ze elk in de verkeerde reeks voor.

### Lady Chapel
De kapel van Onze Lieve Vrouw, The Lady Chapel, is 4,6 meter hoog, 2,3 meter diep en is 10,7 meter breed. De Lady Chapel sluit aan op de gehele oostmuur van het koor en de twee zijbeuken. Er staan vier altaren, op 5 februari 1523 respectievelijk gewijd aan Matteus, de Maagd Maria, Sint Andreas en Sint-Petrus. Aan beide uiteinden van de kapel en boven elk van de altaren bevindt zich een dubbel raam met daarop de voorstellingen van de twaalf apostelen. De Lady Chapel is rijkelijk voorzien van afbeeldingen van de green man (de groene man). In de Lady Chapel is ook een reeks van zestien figuren te zien op de ribben van het gewelf, waarbij elk figuur wordt vergezeld van een skelet. Deze reeks van figuren staat bekend als 'de dans van de dood' oftewel de danse macabre.

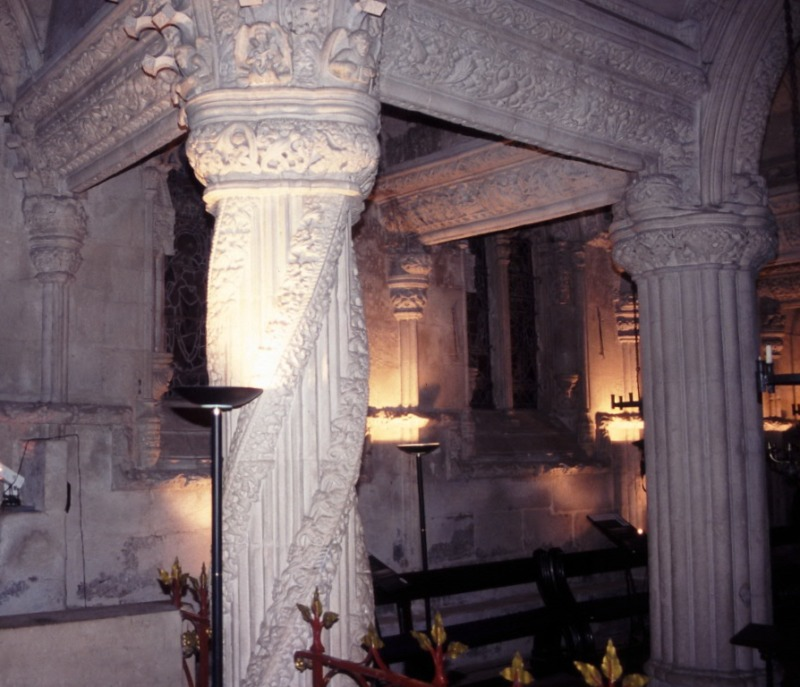
De Apprentice Pillar

### Apprentice Pillar
Richting de sacristie bevindt zich de Mason's Pillar (Pilaar van de Metselaar), volgens zeggen het werk van een meestermetselaar. Het is een rijk versierde, rechte zuil. Er tegenover bij de trap naar de sacristie bevindt zich de Apprentice Pillar (Pilaar van de Leerling). Net als de andere pilaren in de kapel is de zuil 2,4 meter hoog. Deze zuil is echter rijkelijker versierd dan de andere, inclusief de Mason's Pillar; zo zijn er stenen guirlandes als het ware om de zuil heen gewonden. Het voetstuk bestaat uit acht draken die elkaar vasthouden. Wellicht is er een verband met de Noorse mythologie en wel met de acht draken van Niflheim die aan de voet van Yggdrasil lagen, de boom die hemel, aarde en hel met elkaar verbond.
In de achttiende eeuw heeft deze zuil zijn naam gekregen, daarvoor was de pilaar enkel bekend als de Prince's Pillar (Pilaar van de Prins). De overlevering, die in de achttiende eeuw is ontstaan, vertelt het verhaal van een meestermetselaar die het ontwerp van de stichter kreeg voor een prachtige zuil. De meestermetselaar durfde echter de pilaar niet te maken totdat hij in Rome het origineel had gezien. In zijn afwezigheid maakte zijn leerling echter de pilaar af. Bij zijn terugkomst ontstak de meestermetselaar in woede in plaats van trots te zijn op zijn leerling en doodde hij hem.

### Sacristie
De sacristie bevindt zich aan de zuidoostzijde van de kapel en wordt bereikt via een trap aan de oostelijke zijde van de zuidelijke zijbeuk. De sacristie is vermoedelijk ouder dan de rest van de kapel. John Sleazer meldt in zijn Theatrum Scotia in 1693 dat in de sacristie drie prinsen van Orkney en negen baronnen van Rosslyn zijn begraven. De stichter van Rosslyn Chapel is de derde en laatste Prins van Orkney; zijn grootvader en vader waren de eerste en tweede prins. Als zijn vader niet herbegraven is, moet hij al in 1422 in de sacristie begraven zijn; de bouw van Rosslyn Chapel werd pas begonnen in 1446.
De sacristie is rechthoekig van vorm en is zo'n elf meter lang. Het plafond is voorzien van het wapen van de familie St Clair. In de zuidmuur bij het altaar bevindt zich een aumbry (een kast in de muur) en een piscina. Naast het altaar zijn de wapens aangebracht van de stichter en zijn vrouw Lady Margaret Douglas, die overleed in 1452. De sacristie heeft verder vrijwel geen versieringen.

### Doopkapel
De doopkapel werd gebouwd in 1880-1881 tezamen met de orgelruimte erboven. Het orgel werd in 1872 gebouwd door David en Thomas Hamilton uit Edinburgh. In 1902 werd het orgel gerestaureerd. De twee gebrandschilderde ramen zijn respectievelijk naar een ontwerp van William Wilson en Carrick Whalen. Het eerste raam stamt uit 1950 en toont een vliegenier. Het tweede raam stamt uit 1970 en toont Sint Franciscus.

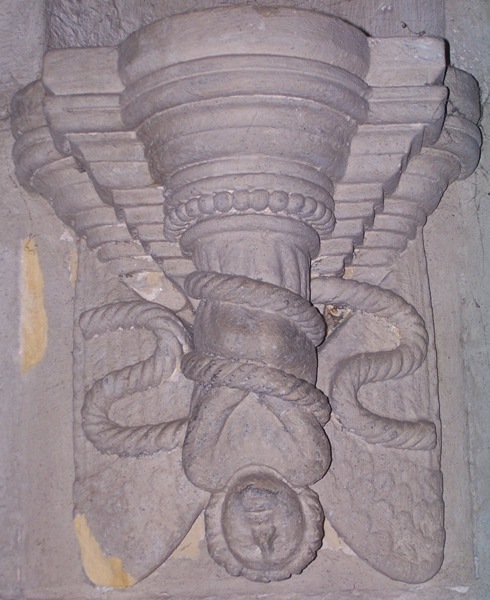
Gevallen engel.

## Interpretaties
Rosslyn Chapel is door velen geassocieerd met de Orde van de tempeliers en/of de vrijmetselarij.
De kapel wordt soms genoemd als een mogelijke locatie van de Heilige Graal. In fictie is dit bijvoorbeeld uitgewerkt in het boek De Da Vinci Code.

### Tempeliers
In het jaar 1312 werd de Orde van de tempeliers ontbonden en de laatste grootmeester werd in 1314 geëxecuteerd. Rosslyn Chapel werd pas gebouwd in 1446. Er is geen geschreven historisch bewijs dat er een verband bestaat tussen de Tempeliers en Rosslyn Chapel.
John Sleazer beschreef de kapel in zijn Theatrum Scotia in 1693, maar maakt geen enkele referentie naar de Tempeliers of vrijmetselarij. Pater Richard Augustine Hay (1661-1736) transcribeerde alle bekende documenten van de familie St Clair. Hij vermeldde evenmin een verband met de Tempeliers of de vrijmetselarij. Ook de overlevering over de Apprentice Pillar noemde hij niet. Pas toen in 1774 bisschop Robert Forbes een gids over Rosslyn Chapel publiceerde, werd de overlevering vermeld. Ook Forbes meldde geen verband met de Tempeliers of de vrijmetselarij.
Er zijn wel verbanden te vinden tussen de familie St Clair en de tempeliers. Hugues de Payens, medeoprichter en eerste grootmeester van de Tempeliers tussen 1118 en 1136, was gehuwd met een Katherine St Clair. Verder waren twee leden van de familie St Clair grootmeester in de dertiende en veertiende eeuw. Aan het begin van de veertiende eeuw waren er tempeliers naar Schotland gevlucht in de hoop daar een veilige haven te vinden; Robert the Bruce was tenslotte geëxcommuniceerd door de paus. Er is echter zoals gemeld geen bewijs dat de Tempeliers banden hadden met de bouw van Rosslyn Chapel.

Chladni-patronen op een vierkante plaat. Uit E.F.F.Chladni "Die Akustik".

### Vrijmetselarij
Veel symbolen in Rosslyn Chapel worden verbonden met de vrijmetselarij. De vrijmetselarij begon echter in Engeland pas officieel in 1717, toen de Grand Lodge werd opgericht. De kapel was toen al lang gebouwd. Het zij vermeld dat verscheidene hoofden van de familie St Clair in de achttiende eeuw Grand Master Mason of Scotland waren.

### Rosslyn Motet
In de kapel bevindt zich een versiering met ingewikkelde patronen, waaronder 213 kubusvormige ornamenten die uit pilaren en bogen van het tongewelf steken. Het is niet bekend of deze patronen een bepaalde betekenis hebben. Veel mensen hebben een interpretatie hieraan proberen te verbinden, maar er is geen enkele definitieve interpretatie algemeen aanvaard.
Een recente poging is gedaan om deze patronen akoestisch te interpreteren. De motieven lijken wel wat op de geometrische patronen die optreden in trillende oppervlakken, volgens de interpretatie van Thomas en Stuart Mitchell. Zij hebben in deze patronen Chladni-patronen herkend en hebben een reconstructie gemaakt van een mogelijk lied (motet), dat deze figuren zou kunnen produceren.

## Beheer
Rosslyn Chapel wordt sinds 1996 beheerd door de Rosslyn Chapel Trust.

## Afbeeldingen

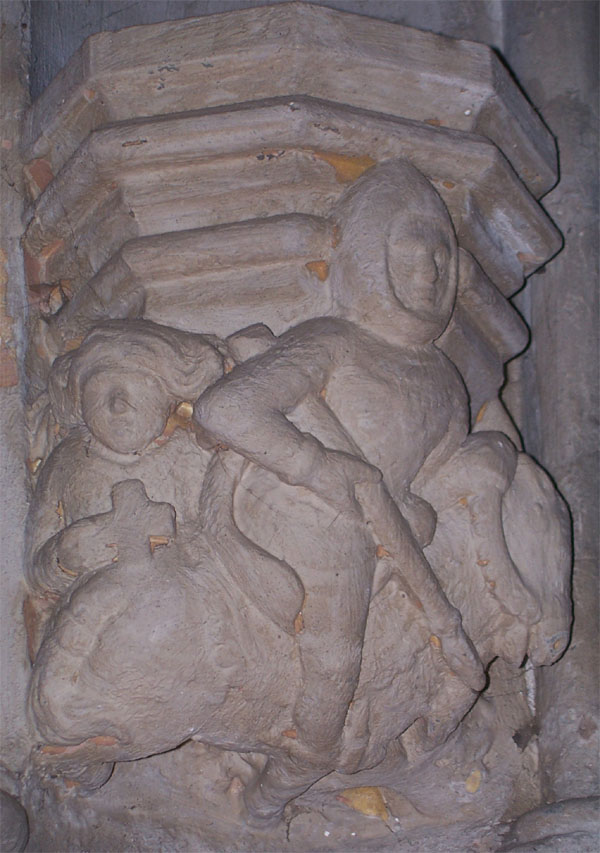
Kruisridder. Wellicht stelt dit William St Clair voor die een splinter van het Kruis mee had genomen uit het Heilige Land.
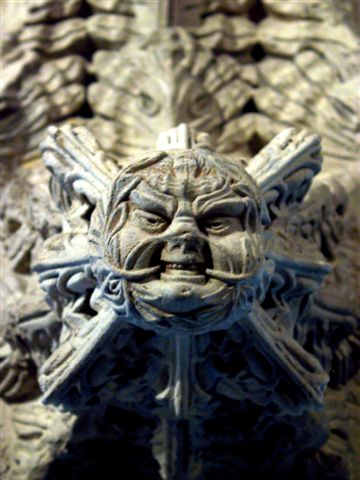
Een Green Man.
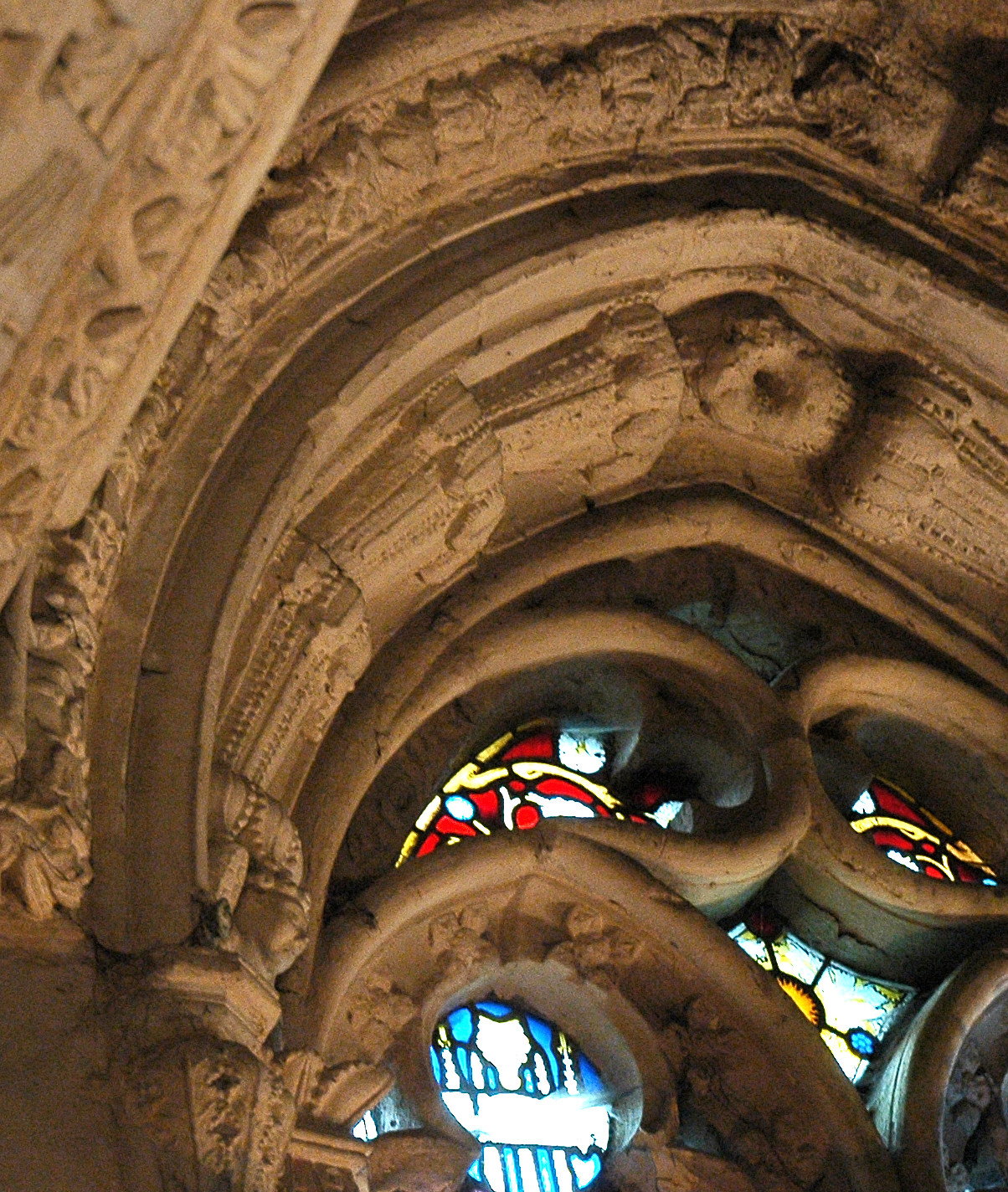
Deze ornamenten lijken volgens sommigen sterk op maïs.
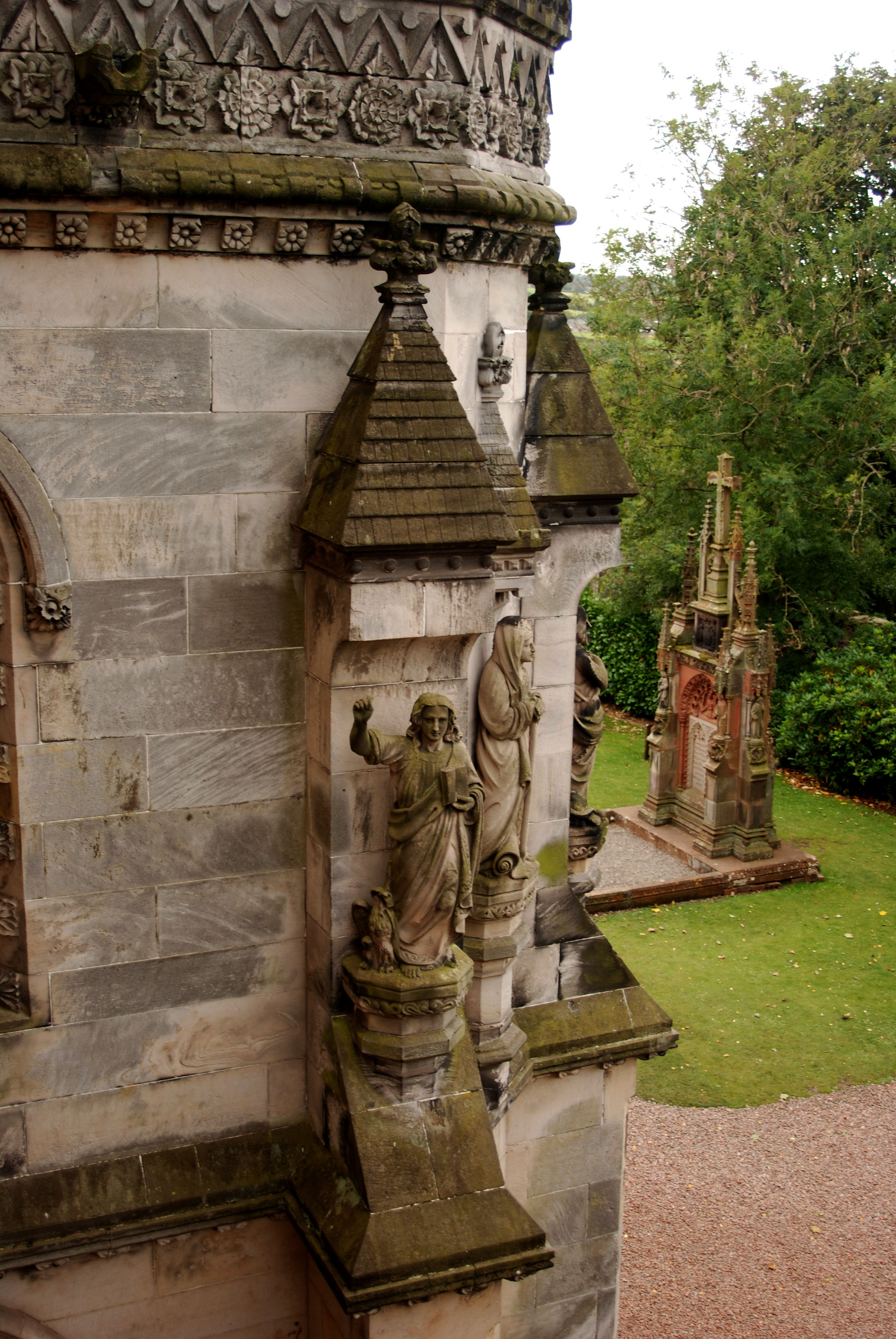
Detail van de buitenzijde.